# Ле-Бек (аббатство)

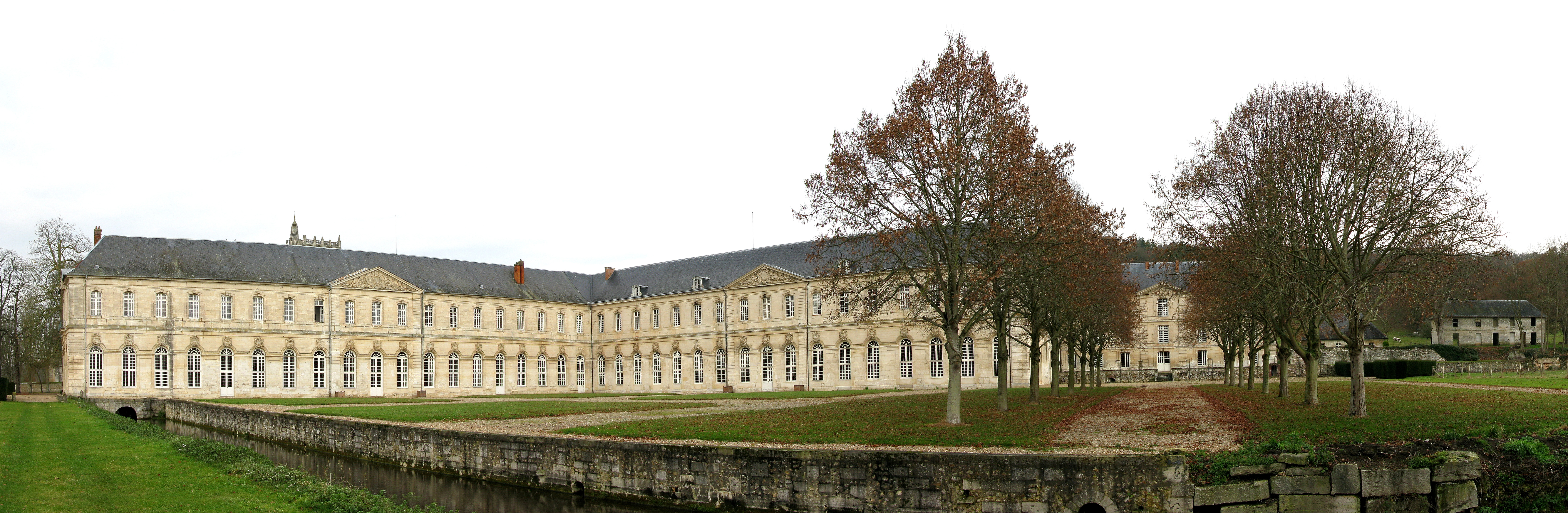
Южный фасад — памятник французского классицизма

Ле-Бек (фр. Notre Dame du Bec-Hellouin) — бенедиктинский монастырь на севере Франции. Расположен на территории коммуны Ле-Бек-Эллуэн в департаменте Эр, в регионе Верхняя Нормандия.

Монастырь был основан в 1034 году Эрлуином Брионским (995—1078) близ Бонневиля. Епископ Лизьё принял пострижение Эрлуина в 1035 году и даровал ему звание аббата согласно уставу ордена св. Бенедикта, он также освятил небольшую капеллу в Бонневилле (не сохранившуюся). В 1039 году монастырь, в связи с отсутствием водных источников, был перенесён на новое место, у слияния рек Рисль и Бек. В 1041 году здесь епископом Руанским Можером освящается новая церковь. Местность эта оказалась болотистой и подверженной наводнениям, в связи с чем монастырь в 1060 году вновь переносится — в Ле-Бек-Эллуэн. В 1077 году архиепископ Кентерберийский Ланфранк, бывший с 1045 года здесь настоятелем, освящает новую монастырскую церковь. 

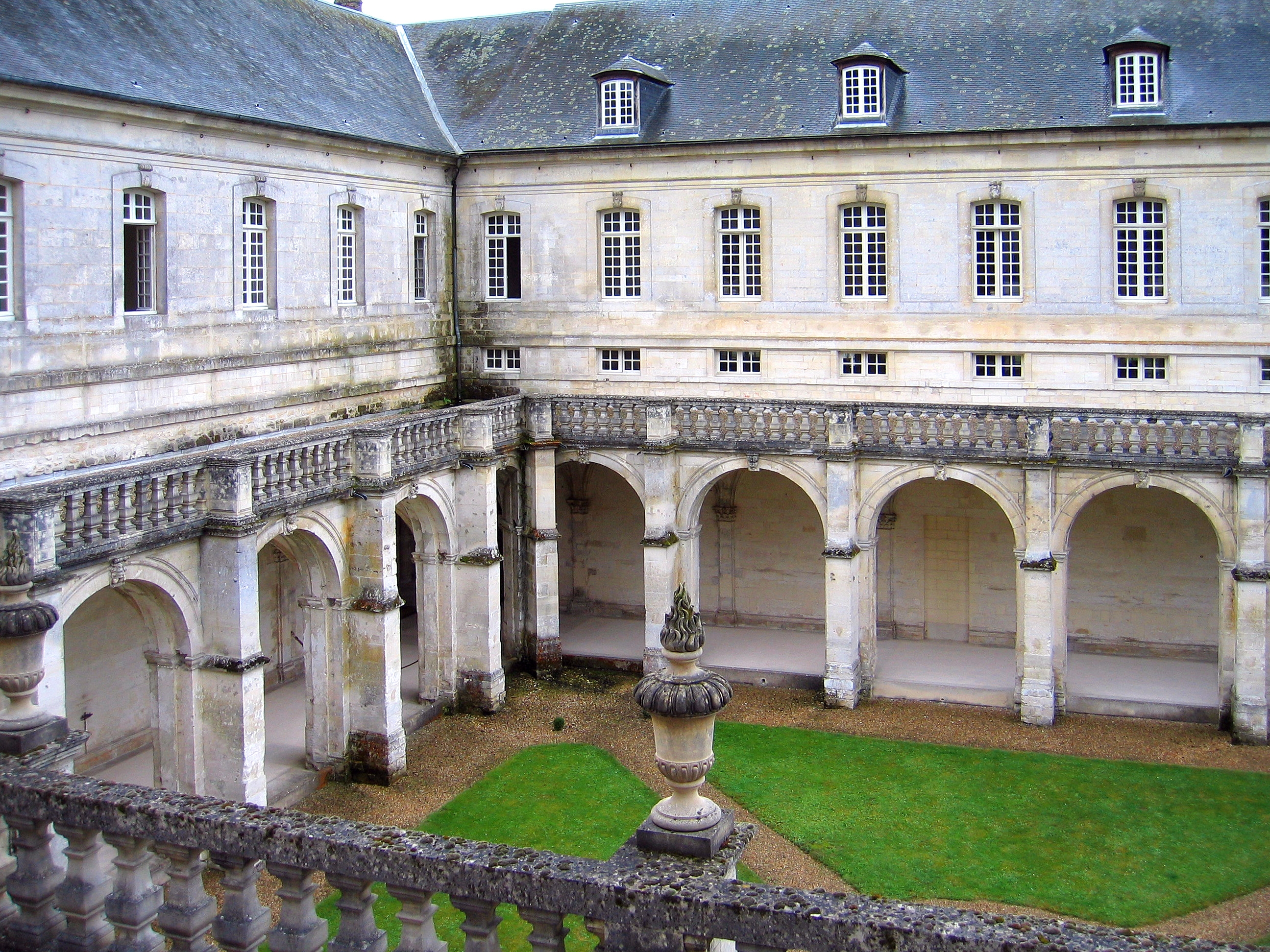
Клуатр

Ланфранк в середине XI столетии открывает в Ле-Беке монастырскую школу, ставшую известной далеко за пределами Нормандии. Здесь обучались «семи свободным наукам» выдающиеся учёные и церковные деятели Средневековья — такие, как Ансельм Кентерберийский (* 1033; † 1109), Теобальд Бекский (* 1090; † 1161), Гилберт Криспин (* 1046; † 1117)), Ив Шартрский (* 1040; † 1115), папа Римский Александр II. Монастырь находился под покровительством королей Англии и Франции, делавшими для него богатые пожертвования. После завоевания Англии норманнами в 1066 году король Вильгельм I делает Ланфранка в 1070 главой Английской церкви, а его монастырю жалует земли в Англии и в Нормандии.
Вследствие высочайшего покровительства аббатство Ле-Бек владело 165 поселениями и местечками, и 22 приоратами. В 1167 году здесь была похоронена императрица Матильда Английская. В 1263 монастырь и монастырский собор были уничтожены сильным пожаром. Во время Столетней войны, в 1417 году аббатство было разграблено английскими войсками. В 1563, во время Религиозных войн во Франции, оно было захвачено гугенотами. Во время Великой Французской революции, в 1790 году монастырь был опустошён, а затем закрыт. В течение всего XIX и первой половины XX столетий, вплоть до времён Второй мировой войны его здания использовались французской армией как конюшни. С 1810 года стены монастырского собора разрушаются населением с целью использования их как строительный материал.
Первоначальное здание аббатства не сохранилось, оно было заменено новыми постройками в XVII—XVIII столетиях, возведённых в стиле классицизма. В 1948 году аббатство было возвращено Бенедиктинскому ордену, и с тех пор здесь вновь живут монахи.